# Umspannwerk Ernsthofen
Koordinaten: 48° 7′ 29″ N, 14° 28′ 29″ O

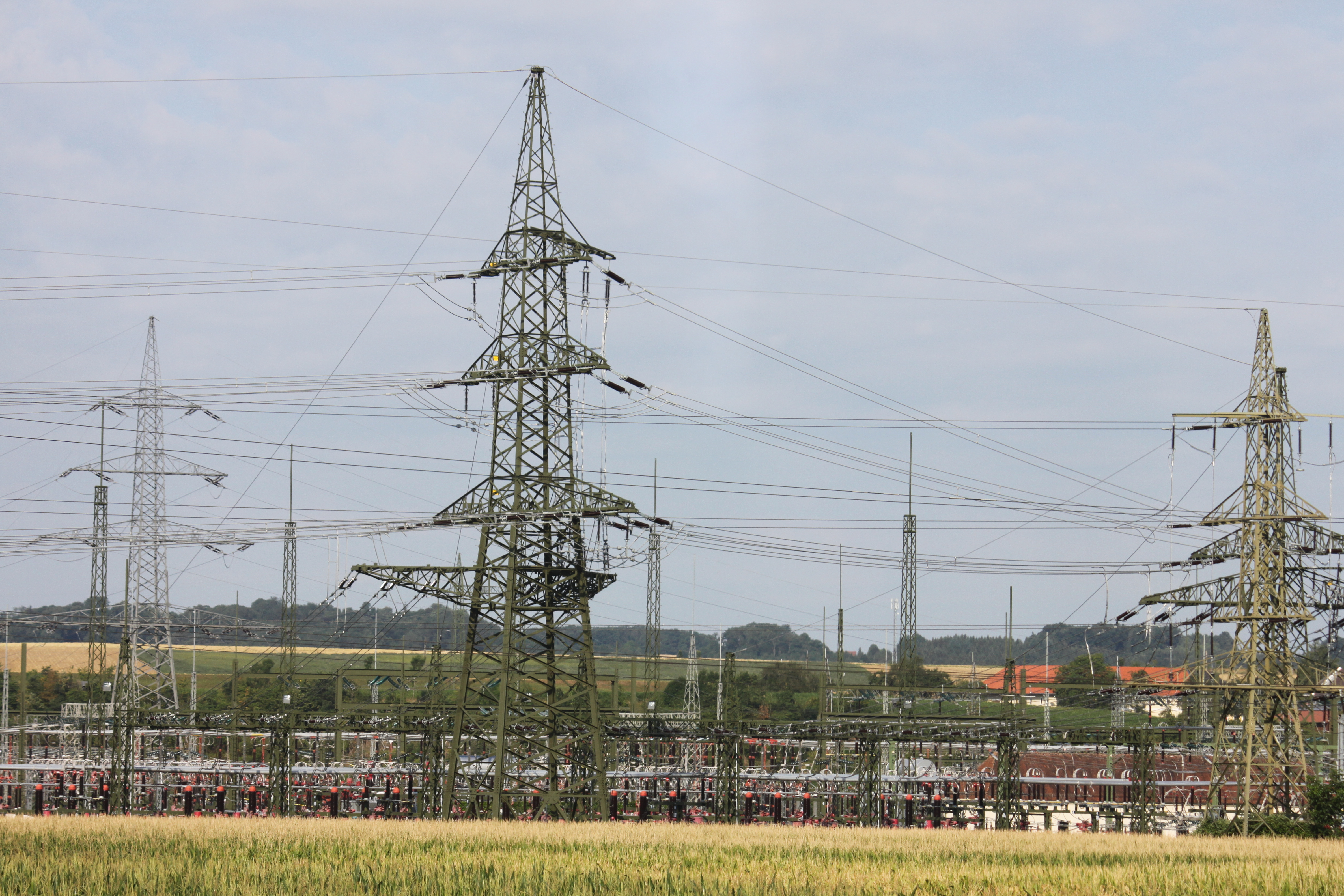
Umspannwerk Ernsthofen

Das Umspannwerk Ernsthofen ist ein in Ernsthofen im österreichischen Bundesland Niederösterreich gelegenes Umspannwerk, das sich an der Enns unmittelbar an der Landesgrenze zu Oberösterreich befindet.
Ursprünglich wurde es in den 1930er und 1940er Jahren errichtet, um die Energie des gerade entstehenden Kraftwerkes Kaprun ins Netz der Industriebetriebe im Großraum Linz und ins überregionale Verbundsystem der Reichssammelschiene einzuspeisen.
Die Anlage wird heute von der Verbund-Tochter Austrian Power Grid betrieben, die auch einen Großteil des Hoch- und Höchstspannungsnetzes Österreichs betreibt. Es ist einer der vier größten Netzknoten im österreichischen 380-kV-Hochspannungsring und dient der elektrischen Energieversorgung des Großraums Linz und Steyr und des westlichen Teils Niederösterreichs.

## Geschichte
Nach dem „Anschluss“ Österreichs an das Deutsche Reich zur Zeit des Nationalsozialismus begannen die Anfang 1938 neu gegründeten Alpen-Elektrowerke, die wie die deutschen Elektrowerke eine Tochterfirma der VIAG war und nach NS-Vorgaben den Bau von Wasserkraftwerken und Hochspannungsleitungen in Österreich vorantrieb, 1939 mit dem Bau einer großen Umspannanlage mitsamt Lastenverteiler am Ufer der Enns in Ernsthofen. Beabsichtigt war, über die Anlage den erzeugten Strom aus den Wasserkraftwerken im Alpenraum, vor allem des in Bau befindlichen und durch die NS-Propaganda groß inszenierten Kraftwerks Kaprun, in das Stromnetz der Elektrowerke einzuspeisen. Auch die ebenfalls in Bau befindliche Hütte Linz der Reichswerke Hermann Göring (heute Voestalpine AG) sollte über die Anlage mit Strom aus dem reichseigenen Netz versorgt werden.
Über eine knapp 800 km lange 220-kV-Leitung, die von Ernsthofen durch Bayern zu den Kraftwerken des mitteldeutschen Braunkohlereviers und bis nach Hannover reicht, die sogenannte Reichssammelschiene, sollte ein unter Aufsicht der Elektrowerke stehendes Verbundnetz entstehen. An der Umspannanlage Lehrte, dem nördlichen Ende des Verbundsystems, bestand zudem Anschluss an das 220-kV-Netz des RWE und der PreussenElektra. Einerseits konnte so analog zur aus den 1920er Jahren stammenden Nord-Süd-Leitung des RWE ein Verbundbetrieb zwischen den Braunkohlekraftwerken West- und Mitteldeutschlands und den alpinen Wasserkraftwerken ermöglicht werden; andererseits nahm man sich die Möglichkeit, die Stromrationierung aller an der Leitungsstrecke liegenden Betriebe, die als kriegswichtig erachtet wurden, zentral regulieren zu können.
Am 30. September 1941 wurde das Umspannwerk in seiner ersten Ausbaustufe zusammen mit der Reichssammelschiene als größte derartige Anlage in Österreich in Betrieb genommen. Es umfasste eine Fläche von 14 ha.
Im Rahmen des Ausbaus des 220-kV-Netzes sollte eine mit dieser Spannung betriebene Querschiene innerhalb Österreichs entstehen, die von der Umspannanlage Bürs der Vorarlberger Illwerke, das einen südlichen Endpunkt der RWE-Nord-Süd-Leitung darstellt, über den Arlberg nach Tirol, von dort durch das Zillertal und über den Gerlospass zum Kraftwerk Kaprun führen soll. Die 220-kV-Leitungen von Kaprun nach Ernsthofen und von Ernsthofen nach Wien waren bereits im Bau. Es handelte sich bei diesen um die ersten 220-kV-Leitungen auf den für Österreich typischen Tonnenmasten.
An einer Weiterführung der Sammelschiene über Wien bis nach Mähren und ins Oberschlesische Industriegebiet nach Oderberg (Bohumín) wurde zwar bereits gearbeitet, aufgrund des ausgebrochenen Zweiten Weltkrieges mussten die Bauarbeiten unterbrochen werden. Fertiggestellt wurde lediglich der Abschnitt von Ernsthofen zum Umspannwerk Bisamberg im Jahr 1943. Zwischen Ernsthofen und Kaprun bestand aufgrund des Baustopps an der 220-kV-Leitung lediglich eine 110-kV-Verbindung über das Arthurwerk.
Eine 220-kV-Verbindung von Kaprun nach St. Peter, einem weiteren Umspannwerk der Reichssammelschiene, wurde nicht mehr weiter verfolgt, womit Ernsthofen der einzige übergeordnete Einspeisungspunkt des Kraftwerksprojektes blieb.
Die zweite Ausbaustufe des Umspannwerkes konnte in Teilen schon 1944 fertiggestellt werden. Möglich wurde dies nur durch den Einsatz von Zwangsarbeitern wie etwa Kriegsgefangene und KZ-Häftlinge. Fertiggestellt bzw. in Bau waren nun die 110-kV-Leitungen.
- Ernsthofen–Hütte Linz–Wegscheid–Timelkam–Arthurwerk–Kaprun
- Ernsthofen–Hessenberg–Bruck an der Mur–Mürzzuschlag–Ebenfurth
- Ernsthofen–Pottenbrunn

Nach dem Zweiten Weltkrieg wurde im Jahr 1947 das nach gelegene Kraftwerk Mühlrading der Ennskraftwerke AG fertiggestellt und an das Umspannwerk angeschlossen.
Im Rahmen der Entstehung eines gesamteuropäischen Verbundnetzes wurde das Umspannwerk dann ein wichtiger Knotenpunkt, um die österreichischen Wasserkraftwerke mit ihren enormen Reserven in die europäischen Nachbarstaaten zu exportieren.
Im Zuge der Errichtung des Kernkraftwerkes Zwentendorf wurde 1976 die erste 380-kV-Leitung Österreichs errichtet, die vom Umspannwerk Dürnrohr nach Ernsthofen führt. Somit wurde das Werk um eine 380-kV-Anlage erweitert.
Mittlerweile entwickelte sich das Umspannwerk zum wichtigsten Netzknoten der Region und ist Bestandteil des 380-kV-Hochspannungsringes.

## Technische Daten
Das Umspannwerk besteht aus mehreren Freiluftschaltanlagen für 380 kV, 220 kV und 110 kV mit in Summe zehn Sammelschienen. Auf der 380-kV-Ebene besteht eine Hilfsschiene mit zwei Netzkuppeltransformatoren zur 220-kV-Ebene mit einer Gesamtleistung von 1200 MVA. Die 220-kV-Anlage besteht aus drei Sammelschienen mit zwei Kupplungsfeldern, acht Freileitungsfeldern und fünf Netzkuppeltransformatoren zur 110-kV-Ebene mit in Summe 1040 MVA. Die 110-kV-Anlage zur Versorgung der regionalen Verteilnetze besteht aus drei Sammelschienen mit drei Kupplungsfeldern und zwölf Freileitungsfeldern. Zur statischen Blindleistungskompensation stehen vier Luftdrosseln mit einer Blindleistung von 100 Mvar, 50 Mvar, 10 Mvar und 8 Mvar zur Verfügung.
An das Umspannwerk sind größere Industriebetriebe wie die Voestalpine mit eigener 110-kV-Leitung angeschlossen.